# 电化学
电化学是物理化学的一个分支，研究的是电势（作为一种可测量和定量的純量）与化學變化之间的关系，电势是某種特定化学变化的结果，反之亦然。
传统观念认为电化学主要研究电能和化学能之间的相互转换，如电解和原电池。但电化学并不局限于电能出现的化学反应，也包含其它物理化学过程，如金属的电化学腐蚀，以及电解质溶液中的金属置换反应。

## 历史

### 16-17世纪：早期相关研究

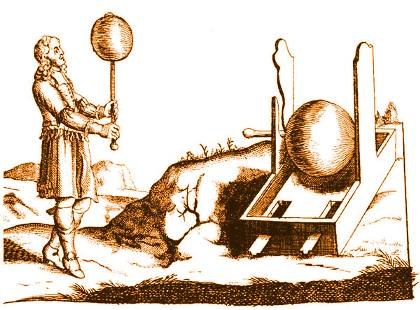
德国物理学家奥托·冯·格里克和他的静电起电机。

16世纪标志着对于电认知的开始。在16世纪50年代，英国科学家威廉·吉尔伯特花了17年时间进行磁学方面的试验，也或多或少地进行了一些电学方面的研究。吉尔伯特由于在磁学方面的开创性研究而被称为“磁学之父”，他的磁学研究为电磁学的产生和发展创造了条件。
1663年，德国物理学家奥托·冯·格里克发明了第一台静电起电机。这台机器由球形玻璃罩中的巨大硫磺球和转动硫磺球用的曲轴组成的。当摇动曲轴来转动球体的时候，衬垫与硫磺球发生摩擦产生静电。这个球体可以拆卸并可以用作电学试验的来源。

### 18世纪：电化学的诞生
在18世纪中叶，法国化学家夏尔·杜菲发现了两种不同的静电，他将两者分别命名为“玻璃电”和“松香电”，同种相互排斥而不同种相互吸引。杜菲因此认为电由两种不同液体组成：正电“vitreous”（“玻璃”），以及负电“resinous”（“树脂”），这便是电的双液体理论，这个理论在18世纪晚期被本傑明·富蘭克林的单液体理论所否定。
1781年，法国物理学家夏尔·奥古斯丁·库仑在试图研究由英国科学家约瑟夫·普利斯特里提出的电荷相斥法则的过程中发展了静电相吸的法则。
1771年，意大利生理学家、解剖学家路易吉·伽伐尼发现蛙腿肌肉接触金属刀片时候会发生痉挛。他于1791年发表了题为“电流在肌肉运动中所起的作用”（De Viribus Electricitatis in Motu Musculari Commentarius）的论文，提出在生物形态下存在的“神经电流物质”，在化学反应与电流之间架起了一座桥梁。这篇论文的发表标志着电化学和电生理学的诞生。在论文中，伽伐尼认为动物体内中存在着一种与“自然”形式（如闪电）或“人工”形式（如摩擦起电）都不同的“动物电”，“动物电”通过金属探针来激活神经和有限的肌肉组织。
伽伐尼的观点得到了多数同事的认同，但是帕维亚大学的物理学家亞歷山卓·伏打并不赞成“生物电流”的这个想法，并提出蛙腿肌肉在伽伐尼实验中仅起到了连接两种不同金属（托盘和刀片）的作用。

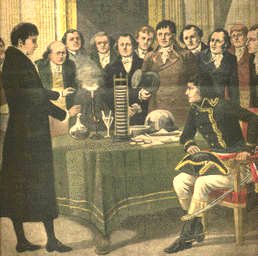
意大利物理学家亞歷山卓·伏打向拿破仑展示他的电池。

### 19世纪：电化学发展成为化学分支
1800年，英国化学家安东尼·卡莱尔和威廉·尼科尔森通过电解的方式成功将水分解为氢气和氧气。不久之后，德国化学家约翰·里特发现了电镀现象，同时观察到在电解过程中沉积的金属以及产生的氧气的量取决于电极之间的距离。1801年，约翰·里特观察到了热电电流并预测了由托马斯·约翰·塞贝克所发现的熱電效應。

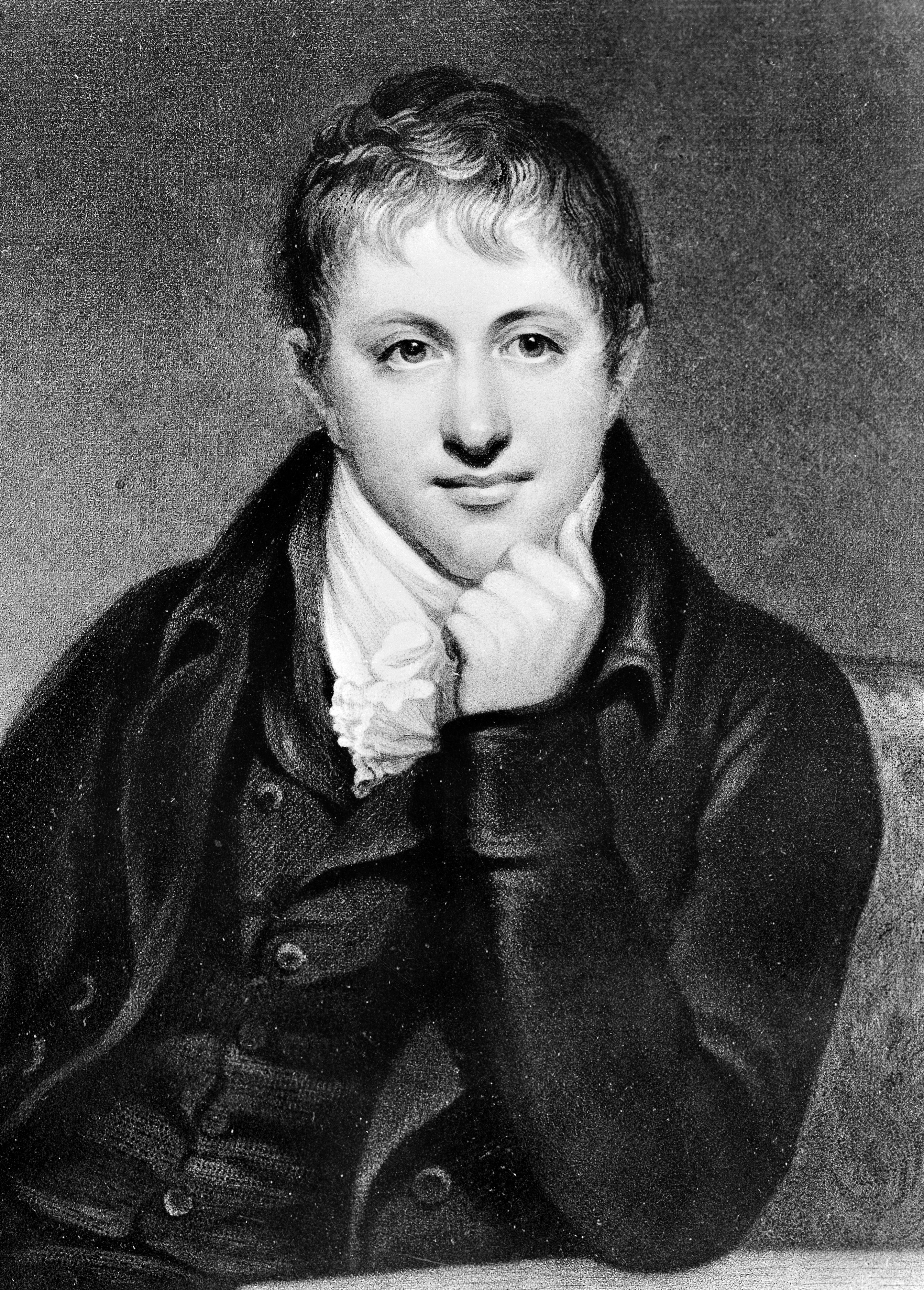
英国化学家汉弗里·戴维爵士

在19世纪初，英国物理学家、化学家威廉·海德·沃勒斯顿改进了伏打电堆。同时，英国化学家汉弗里·戴维爵士关于电解的研究得出电解反应是化学能和电能之间的相互转换的结论，随后用电解的方法得到了钠、钾等金属单质，成为发现元素单质最多的化学家。丹麦科学家汉斯·奥斯特于1820年4月21日所发现的电流磁效应被认为是划时代的进步，随后，法国物理学家安德烈-玛丽·安培很快重现了奥斯特的试验，并且推导出了其数学公式，即安培定律。1821年，德国物理学家托马斯·约翰·塞贝克描述了在两种不同金属接界处因温差而导致的电势差，即熱電效應。1827年，德国科学家格奥尔格·欧姆在著作《直流电路的数学研究》（Die galvanische Kette, mathematisch bearbeitet）中完整阐述了他的电学理论，提出了电路分析中电流、电压及电阻之间的基本关系。1832年，迈克尔·法拉第基于其电化学试验中的发现阐述了法拉第电解定律，这个定律适用于一切电极反应的氧化还原过程，是电化学反应中的基本定量定律。1836年，约翰·费德里克·丹尼尔使用稀硫酸作电解液，解决了电池极化问题，发明了使用过程中不会产生氢气的丹尼尔电池。
1839年，威尔士科学家威廉·罗伯特·格罗夫制造出了第一个燃料电池。1846年，德国物理学家威廉·韦伯发明了电功率表。1866年，法国人雷克兰士发明了碳锌电池，这一电池后来成为世界上第一种被广泛使用的化学电池。

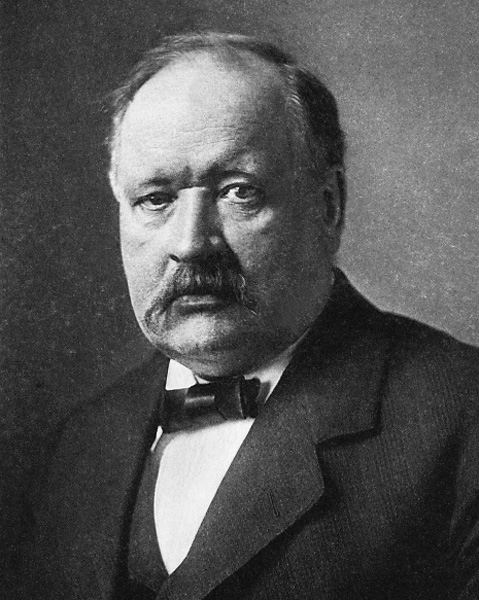
瑞典化学家斯凡特·奥古斯特·阿伦尼乌斯

瑞典化学家斯凡特·奥古斯特·阿伦尼乌斯在1884年出版了他的论文《电解质导电性的研究》（Recherches sur la conductibilité galvanique des électrolytes），提出了他的尚不完善的溶质电离理论。1887年，他完善了自己的电解质电离理论，并得到了公众认可。1886年，法国人保罗·埃鲁和美国人查尔斯·霍尔分别独立的研究了电解法制备纯铝的霍尔-埃鲁法。1894年，德国化学家威廉·奥斯特瓦尔德完成了有机酸的电导率和电离的重要研究。德国科学家瓦爾特·能斯特在1888年提出了原电池的电动势的理论。随后他提出了能斯特方程。1898年，德国化学家弗里茨·哈伯发现电解池中阴极电位决定还原产物的化学组成。同年他解释了硝基苯的电解还原过程。

### 20世纪以来电化学的发展
1902年，美国电化学学会成立。1909年，美国物理学家罗伯特·密立根通过油滴實驗测定了单个电子所带的电荷量。1923年，丹麦化学家布朗斯特和英国化学家托马斯·劳里提出了酸碱质子理论。1937年，瑞典化学家阿尔内·蒂塞利乌斯制作了第一套精细的电泳装置。他因对蛋白质电泳的研究获得1948年诺贝尔化学奖。1949年，国际电化学学会成立，它是國際純粹與應用化學聯合會的成员组织。

## 原理

### 氧化还原反应
氧化反应和还原反应描述的是当原子、离子或分子在发生电化学反应的时候，自身氧化状态的改变。严格来讲，氧化状态指的就是一种假象的电荷，如果原子与其他元素构成的键是100%的离子键，那么这个原子认为有这个电荷。如果一个原子或者离子失去一个电子，那么就认为氧化状态得到提升，同时，得到负电荷电子的原子或离子，就认为氧化状态降低。氧化反应和还原反应总是成对同时发生，即一部分发生氧化反应的同时另一部分发生着还原反应。这种成对同时发生的电子转移过程称为氧化还原反应。

例如，当原子钠与原子氯发生反应时，钠原子提供出去一个电子造成氧化状态升高为+1，同时氯原子得到一个电子氧化状态被还原（降低）为-1。实际上，氧化状态的正负号通常也对应于离子所带电荷的电量值。带正电荷的钠离子和带负电荷的氯离子之间的吸引力是它们可以组成离子键的一个原因。

原子或分子失去电子称为氧化，那么相反的，得到电子就是还原。从氧化数上看，简记为“升失氧，降得还”，通过助记符号我们可以很轻松的记住它们。第一个方法是“石油钻机”，英文名字OIL RIG，表示“氧化是失电子，还原是得电子”（Oxidation Is Loss, Reduction Is Gain），第二个方法是“里奥狮子说'给俺'”，英文名字“LEO the lion says GER”（Lose Electrons: Oxidization, Gain Electrons: Reduction）。以上两个方法各取第一个字母就是缩写的组合。一旦负电性相差很大的多个原子之间共享电子的时候，电子会靠近负电性最大的原子以得到氧化状态。

当原子或分子失去电子的时候，我们认为这是还原剂。同样，接收电子的物质则称之为氧化剂。在反应中，氧化剂总是被还原，还原剂总是被氧化。氧气就是很常见的氧化剂，但它并不是唯一的氧化剂。所以，不能望文生义，很多的氧化反应并不是必须有氧气参加反应。实际上，火焰可以由除了氧气之外的氧化剂来助燃，比如，氟助燃的火常常难以扑灭，因为氟是比氧气具有更加强的氧化性（更高的负电性）。

在有氧气参与的反应中，得到氧原子的原子或分子发生了氧化反应（氧气在这个过程中被还原）。在有机化合物中，例如丁烷或乙醇，失去氢意味着分子发生了氧化反应（氢被还原）。这样的反应性质是因为氢在最后离开非金属分子团的时候是得到电子。总之，失氧得氢就是还原反应。

## 簡易電化學演示實驗

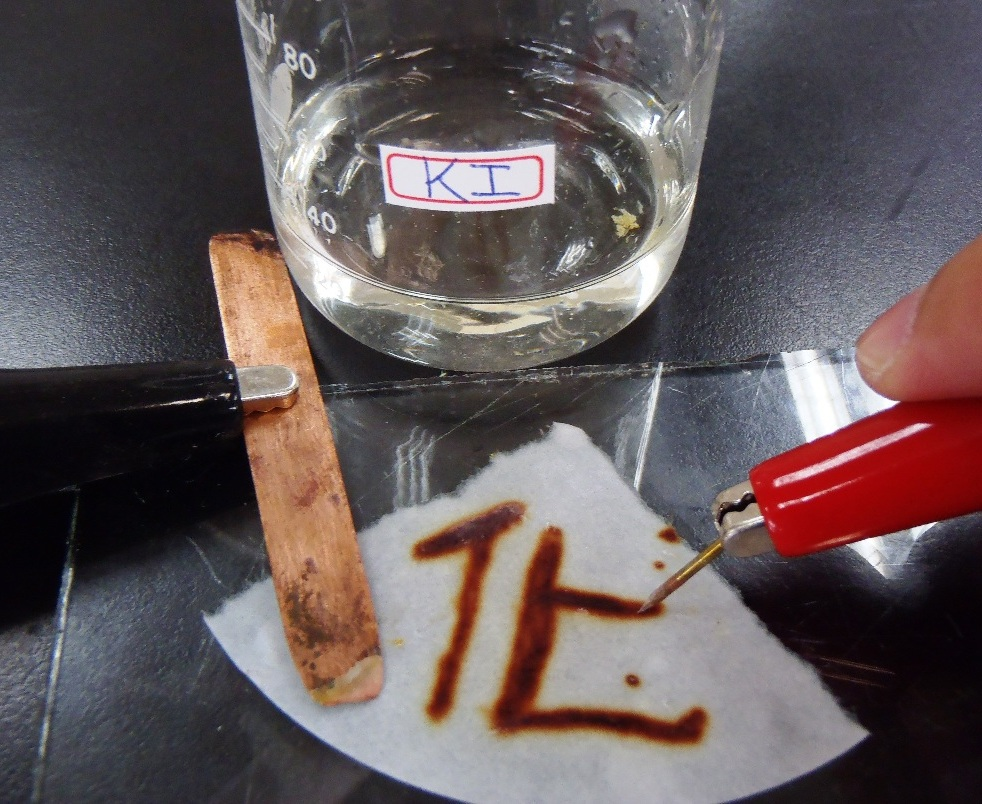
帶有電位差的陽極和陰極於溶液浸潤後的濾紙上反應

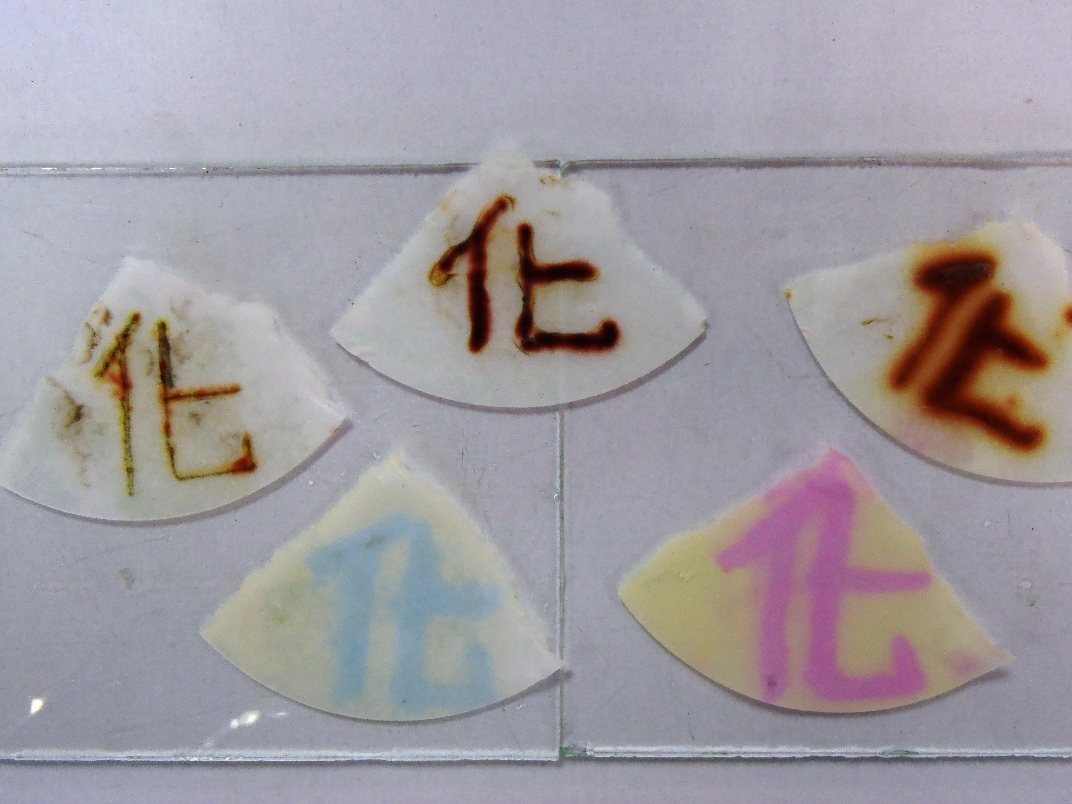
五種容易演示的電化學反應

由電池所提供的電位差能使溶液中位於電極表面的離子由電極得到或失去電子，經由此改變使溶液和電極的表面產生化學反應，有些反應後的產物是肉眼顯而易見的，其他較不明顯的可以藉由酸鹼指示劑等其他化學品作呈現，簡易的展示方式是使用沾有溶液之濾紙，利用約9～18伏特的電池和不同材質之電極來達成。
圖中所使用的溶液和電極為：
- 左上：氯化鈉水溶液，陽極鐵釘，產生綠色亚鐵離子{\displaystyle {\ce {Fe^2+}}}（部分被空气氧化为红色铁离子{\displaystyle {\ce {Fe^3+}}}）。
- 中上：硫氰化鉀水溶液，陽極鐵釘，產生血紅色铁離子{\displaystyle {\ce {Fe^3+}}}。
- 右上：碘化鉀水溶液，陽極碳棒或銅棒。
- 左下：氯化鈉水溶液加廣用指示劑，陰極碳棒或銅棒，鹼性為藍色。
- 右下：氯化鈉水溶液加酚紅或酚酞酸碱指示劑，陰極碳棒或銅棒，鹼性為紅色。